# 趙璧 (元朝)
赵璧（1220年—1276年），字寶臣，雲中懷仁縣（今山西省懷仁縣）人，元朝政治人物。
1242年，入見忽必烈，法名聘請中原儒學名士王鶚等人，學習蒙古語，為忽必烈講解儒經。蒙哥即位，命趙璧和塔察兒到燕京撫慰軍民。1252年，趙璧和史天澤都擔任河南經略使，他們在邊境屯田，準備攻打南宋。1259年，趙璧隨從忽必烈攻打南宋鄂州（今湖北省武漢市），宋朝大臣賈似道請和。趙璧與之談判。元世祖即位，以趙璧為燕京宣慰使、中書省平章政事，征伐阿里不哥、山東李璮，趙璧為行山东等路中书省事。至元四年（1267年）趙璧為樞密副使，至元六年（1269年）趙璧和阿朮攻打宋朝襄陽樊城。同年，高麗王王禃被林衍廢黜，趙璧行東京中書省事，駐守平壤，送王禃復位。趙璧轉任中書右丞，再為平章政事，至元十三年（1276年），趙璧去世。

## 延伸阅读
[在维基数据编辑]
 《元史·卷159》，出自宋濂《元史》
 《新元史/卷158》，出自柯劭忞《新元史》